# Bande W

Diagramme montrant le spectre électromagnétique avec le type, la longueur d'onde (avec des exemples de tailles), la fréquence, et la température d'émission du corps noir. Image adaptée d'un document de la NASA.

La bande W est une bande de fréquence du spectre électromagnétique se situant entre 75 et 110 GHz (longueur d'onde entre 2,7 et 4 millimètres). Elle se situe au-dessus des fréquence de la bande V (50 à 75 GHz) de l’Institute of Electrical and Electronics Engineers (IEEE) et à cheval sur la bande M de l'OTAN (60 à 100 GHz). 

## Usages
La bande W est utilisée pour les communications avec les satellites, les radars millimétriques, les radars militaires de poursuite, les faisceaux hertziens et quelques autres applications non militaires comme les détecteurs de fouilles dans les aéroports et les radars de régulation de distance sur les automobiles. 
Des systèmes d'armements non mortels ont été expérimentés dans cette longueur d'onde. Le principe étant de chauffer une mince couche de l'épiderme à une température intolérable ce qui fait reculer la personne visée. Une impulsion de 95 GHz durant 2 secondes peut élever la température de la peau à 54 °C sur une épaisseur de 0,4 mm. L'US Air Force et les US Marines utilisent un tel système, appelé Active Denial System.